# Роутело
Роутело (Mesitornis) — рід птахів родини роутелових (Mesitornithidae). Містить два види.

## Поширення
Ендеміки Мадагаскару. Роутело бурий живе у вологих лісах вздовж східного узбережжя острова. У роутело білогрудого відомо 5 популяцій на півночі і заході країни та одна популяція на сході.

## Опис
Птахи середнього розміру, завдовжки до 30 см. Ззовні схожі на пастушків. Оперення темно-коричневе. Хвіст довгий і широкий, заокруглений. Крила короткі. Дзьоб довгий, ледь зігнутий донизу.

## Спосіб життя
Роутело мешкають у вологих або сухих лісах. Живуть парами або невеликими родинними групами до 4 птахів. Наземні птахи. Шукають у лісовий підстилці комах та інших безхребетних. Літають неохоче.

## Види
- Роутело бурий (Mesitornis unicolor)
- Роутело білогрудий (Mesitornis variegata)